# مسجد (باروق)
مسجد، روستایی در دهستان آجرلوی غربی بخش نختالو شهرستان باروق در استان آذربایجان غربی ایران است.

## جمعیت
بر پایه سرشماری عمومی نفوس و مسکن در سال ۱۳۹۵، جمعیت این روستا برابر با ۱۲۸ نفر (۴۲ خانوار) بوده است.